# Acanthopsyche weyersi
Acanthopsyche weyersi är en fjärilsart som beskrevs av Franciscus J.M. Heylaerts 1885. Acanthopsyche weyersi ingår i släktet Acanthopsyche och familjen säckspinnare. Inga underarter finns listade i Catalogue of Life.